# César Crespo
César Alexis Crespo Aguilar (9 de febrero de 1998, Tijuana, Baja California, México) es un futbolista mexicano, juega como mediocampista y actualmente es Agente Libre.

## Trayectoria

### Inicios y Club Tijuana
Llegó al Club Tijuana en 2013 para jugar en la categoría Sub-15, posteriormente tuvo actividad en diferentes categorías del club como lo son la Tercera División, Segunda División, Sub-17 y Sub-20.
Su debut con el primer equipo fue el 8 de agosto de 2017 en un partido de Copa MX ante el Atlante FC, Crespo arrancó como suplente y entró de cambio al minuto 82' por Matías Pisano, el encuentro terminó en empate a un gol.

## Selección nacional

### Sub-17
El 4 de diciembre de 2014 fue convocado a una concentración como parte de la preparación para disputar la Copa Universidad Católica de Chile 2014.

## Estadísticas
Actualizado el 9 de agosto de 2021.
| Club Tijuana · México            | 1.ª                 | 2017-18             | 0  | 0 | 2 | 0 | - | - | 2  | 0 |
| Club Tijuana · México            | Total               | Total               | 0  | 0 | 2 | 0 | - | - | 2  | 0 |
| C. Tijuana Premier · México      | 3.ª                 | 2017-18             | 25 | 3 | - | - | - | - | 25 | 3 |
| C. Tijuana Premier · México      | Total               | Total               | 25 | 3 | - | - | - | - | 25 | 3 |
| Total en su carrera              | Total en su carrera | Total en su carrera | 25 | 3 | 2 | 0 | 0 | 0 | 27 | 3 |
| (1) Incluye datos de la Copa MX. |                     |                     |    |   |   |   |   |   |    |   |